# کودتای ۱۹۶۳ سوریه
کودتای ۱۹۶۳ سوریه که در تاریخ‌نگاری بعثی از آن با عنوان انقلاب ۸ مارس (عربی: ثورة الثامن من آذار) نیز یاد می‌شود، کودتایی نظامی بود که موجب تسلط حزب بعث سوریه بر حکومت شد. طراحی و برنامه‌ریزی این کودتا توسط حزب بعث عراق صورت گرفته بود.
از اعضای کلیدی این کودتا که در طراحی آن شرکت داشتند و بعد از پیروزی نیز در حکومت بر سوریه نقش اصلی را داشتند می‌توان حافظ اسد، محمد عمران و صلاح جدید را نام برد.

## پیش زمینه‌های کودتا

### رویدادهای منتهی به کودتا
سوریه مدرن که به جغرافیای کنونی شناخته می‌شود توسط ملک فیصل یکم و تحت عنوان پادشاهی عربی سوریه در ۱۹۲۰ میلادی بنیان‌گذاری شد. این ایالت به عنوان یک پادشاهی جدید عرب، و نه فقط سوری، بنیان‌گذاری شده بود و سیاست‌های ملی‌گرایی عرب و پان‌اسلامیسم را پشتیبانی می‌کرد. با وجود این که بریتانیا که پس از جنگ جهانی اول به ایجاد این دولت کمک کرد، با فرانسه به توافقنامه مخفیانه ای دست یافت که منجر به تأسیس مستعمره سوری-لبنانی فرانسه شد. بدین ترتیب این منطقه به یکی از مستعمرات فرانسه تبدیل شد، اکثریت مردم سوریه از این وضعیت ناراضی بودند و حضور فرانسه در کشورشان را امپریالیسم اروپاییان می‌دانستند. در این برهه تلاش‌های بسیاری برای بازپس‌گیری هویت ملی سوریه توسط حزب سوسیال ناسیونالیست سوری، طرفداران کمونیسم و اسلام‌گرایان صورت گرفت. با این وجود اکثریت مردم سوریه همچنان خود را به عنوان اعراب می‌شناختند تا سوری‌ها.
حکومت قیومیتی فرانسه به شکل ارباب‌رعیتی بود و تا حدی به فرم لیبرالیسمی اداره می‌شد. این شکل از حکومت در سوریه تا تشکیل جمهوری متحد عربی ادامه داشت. این سیستم یک جامعه طبقه ای با سبک زندگی‌های بسیار متفاوت شهری و روستایی است ایجاد کرده بود. بر اساس یک تخمین حدود ۳ هزار خانواده سوری مالک نیمی از خاک این کشور بودند. طبقه متوسط این کشور سهم بسیار کمتری از این مقدار داشتند و حدود دو سوم دهقانان در زمین‌هایی کار می‌کردند که متعلق به آنان نبود. همچنین درآمد حاصل از کشاورزی نیز بسیار نا عادلانه تقسیم می‌شد به صورتی که ۵۰ درصد از آن نصیب ۲ درصد جامعه شامل قشر سرمایه‌دار بودند می‌شد، ۲۵ درصد آن برای بازرگانان و صاحبان زمین‌ها که ۱۸ درصد جمعیت بودند و باقی آن هم به ۸۰ درصد دیگر جامعه که مردمی فرودست بودند می‌رسید.
در سال ۱۹۴۶ به دلیل اولتیماتوم بریتانیا به فرانسه قیومیت فرانسه بر سوریه منحل شد و بدین ترتیب سوریه در ۱۷ آوریل ۱۹۴۶ به کشوری مستقل بدل شد. با این وجود همان افرادی که در زمان قیومیت بر سوریه حکومت می‌کردند بر سر قدرت باقی ماندند و به همان شیوه قبلی بر این کشور حکمرانی کردند. شکست در جنگ ۱۹۴۸ عراب و اسرائیل منجر به برکناری این افراد و ورود ارتش به سیاست این کشور شد. بدین ترتیب حسنی الزعیم به عنوان اولین دیکتاتور کشور تازه تأسیس سوریه در سال ۱۹۴۹ به قدرت رسید در دوران حکومت الزعیم عملاً اداره حکومت در دست ادیب شیشکلی بود که او توانست در سال ۱۹۵۳ الزعیم را کنار زده و حکومت نظامی-دیکتاتوری خود را رسماً آغاز کند. حکومت نظامیان برسوریه که تا زمان نابودی الیگارشی در این کشور پابرجا بود موجب شده بود قشر متوسط و متوسط به پایین جامعه توان حضور در عرصه سیاست را پیدا نکنند.
در این محیط اجتماعی منجر به گسترش ایدئولوژی بعثیسم شد. جنبش عربی بعث در دهه ۱۹۴۰ میلادی توسط میشل عفلق و صلاح‌الدین بیطار و کمک افرادی همچون زکی ارسوزی و وهیب الغانم سوری به وجود آمده بود. در سال ۱۹۵۳ اکرم حورانی حزب سوسیالیست عرب را تأسیس کرد که بعد تر از ادغام این حزب با حزب عرب بعث حزب عربی سوسیالیستی بعث تشکیل شد. اکثریت نمایندگان حزب بعث که در سال ۱۹۴۷ برای اولین بار انتخاب شدند نخبگان و روشنفکران طبقه متوسط بودند. در دهه ۱۹۵۰ تلاش حزب به دست آوردن اکثریت آرای قشر متوسط بود. با این حال، حزب بعث حزبی مختص به طبقه متوسط نبود و از همان ابتدا مبلغانی در بین قشر فقیر و روستانشین عرب نیز داشت. در سال ۱۹۵۶ حزب بعث اولین اعتراضات کارگری تاریخ سوریه را به جریان انداخت. در این دوران که حزب قدرت و طرفداران بسیاری پیدا کرده بود سران این حزب شروع همسو کردن قبایل عرب با اهداف خود کردند.
حال حزب بعث برسر یک دوراهی بزرگ قرار داشت: به دست گرفتن قدرت طی انتخابات یا به واسطه زور و خشونت. با توجه به احتمال زیاد تقلب در انتخابات اکثر اعضای حرب با تصاحب قدرت به واسطه عملیات نظامی موافق بودند. قبل از تصاحب قدرت اعضای حزب برسر موضوع اتحاد با جمال عبدالناصر در صورت پیروزی برای تشکیل جمهوری متحد عربی به توافق رسیده بودند. تشکیل جمهوری متحد عربی موجب اتحاد مصر و سوریه می‌شد و ممکن بود به سبب این اتحاد حزب بعث منحل شود ولی در سال ۱۹۶۱ بر اثر کودتای نظامی در سوریه این اتحاد از بین رفت. تشکیل و انحلال جمهوری متحد عربی برای حزب بعث بسیار گران تمام شد به گونه ای که اعضای حزب به چند دستهٔ طرفداران و مخالفان اتحاد و طرفداران و مخالفان رهبری سران قبایل تقسیم شدند. در سال ۱۹۶۲ عفلق کنگره ای در حزب تشکیل داد و حزب بعث را دوباره و با ساختار جدید بنیان نهاد. شاخه‌های متعدد به وجود آمده دستورالعمل‌های حزب را دنبال نمی‌کردند و به شدت مخالف عقاید پان‌عربیسم شده بودند و تبدیل سوسیالیست‌های رادیکال گشته بودند. کمیته نظامی که انقلاب ۸ مارس را راه اندازی کرد متشکل از همین افراد بود.

## طراحی عملیات
در سال ۱۹۶۲ شاخه نظامی حزب بعث سوریه شروع به برنامه‌ریزی برای به دست آوردن قدرت به واسطه کودتای نظامی کرد. بدین ترتیب کمیته نظامی بعث تصمیم گرفت که با تصرف دو پایگاه نظامی مهم الکسوه و قطنا، دانشکده افسری حمص و ایستگاه رادیویی دمشق این کودتا را عملیاتی کنند.
به منظور موفقیت‌آمیز بودن کودتا کمیته باید با تعدادی از فرماندهان ارتش سوریه توافق می‌کرد. با فروپاشی جمهوری متحد عربی بسیاری از فرماندهان ارتش سوریه اخراج یا مناطق دور افتاده تبعید شده بودند این موضوع زمینه را برای متحد شدن این فرماندهان با کمیته نظامی بعث و تلاش برای ساقط کردن نظام را هموار تر می‌کرد. در آن دوران فرماندهان ارتش سوریه به پنج جناح تقسیم می‌شدند که عبارت بودند از جناح دمشقی که طرفداران قیومیت فرانسه بودند، طرفداران اکرم حورانی، ناصرگرایان، بعثی‌ها و دستهٔ مستقل‌ها. جناح دمشقی‌ها که از ناظم قدسی حمایت می‌کردند رقیب اصلی کمیته بودند همچنین جناح حامیان حورانی نیز به دلیل مخالفت با عقاید پان‌عربیسم دشمن کمیته به‌شمار می‌رفتند. در سمت دیگر ناصری گرایان با تشویق جمال عبدالناصر به منظور تأسیس مجدد جمهوری متحد عربی با حزب بعث متحد شدند. اتحاد ناصری گرایان و بعثی‌ها به آن‌ها کمک کرد تا به صورت مخفیانه با سرهنگ رشید القطینی، فرمانده بخش اطلاعات ارتش، و سرهنگ محمد الصوفی، فرمانده لشکر حمص، ارتباط برقرار کنند. همچنین سرهنگ زیاد الحریری که از دسته مستقلان بود و سابقه ایستادگی در برابر اسرائیلی‌ها را نیز داشت به دلیل این که توسط خالد العظیم، نخست‌وزیر وقت، تحدید به برکناری شده بود به دستهی کودتاگران پیوست.

## شرح کودتا

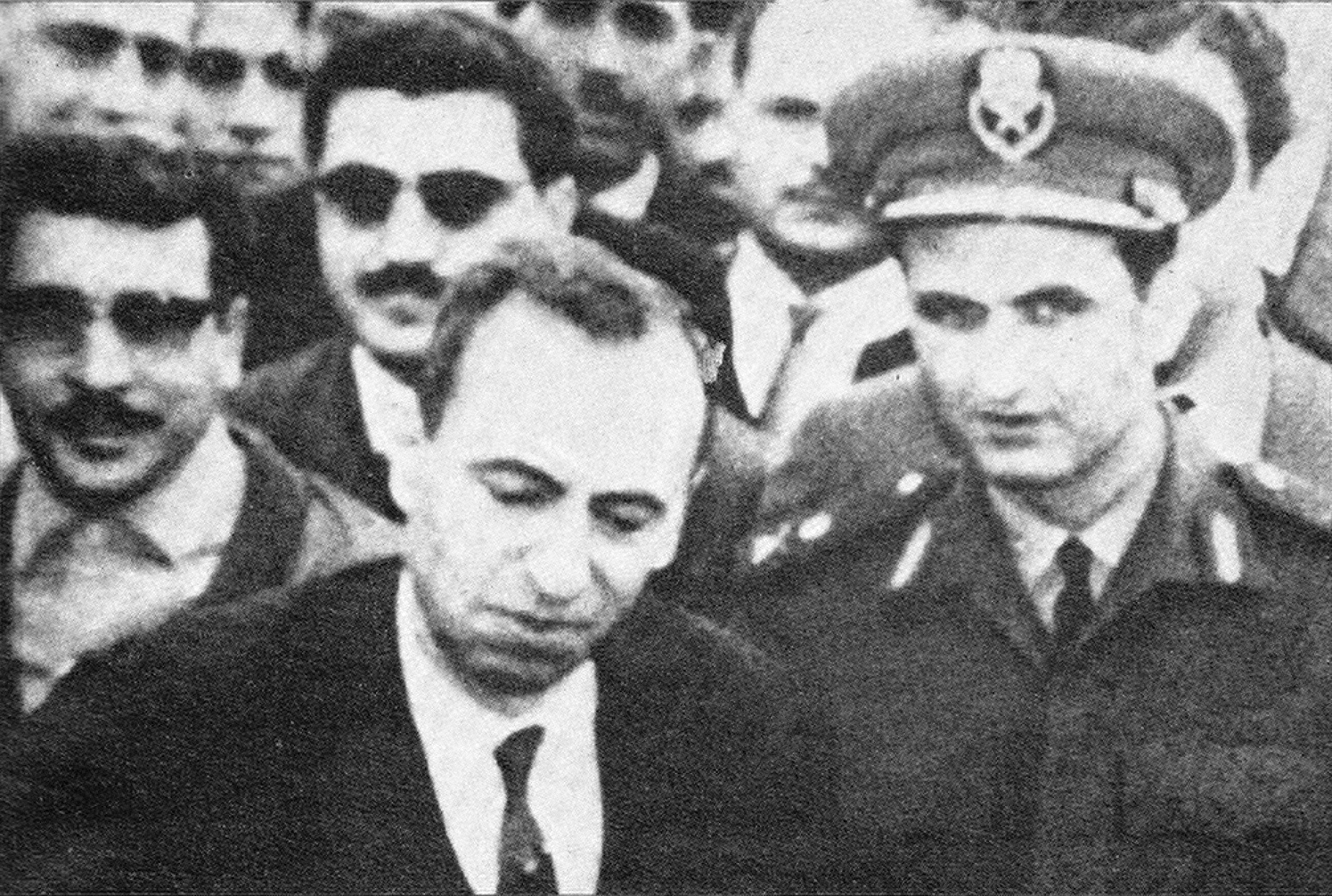
میشل عفلق و صالح جدید اندکی پس از پیروزی کودتا. صالح جدید نقش به سزایی در طراحی کودتا داشت.

۸ فوریه ۱۹۶۳ حزب بعث عراق به رهبری علی صالح السعدی با ترور عبدالکریم قاسم در این کشور به قدرت رسید. شاخه عراقی حزب برخلاف شاخه سوری علاوه بر نظامیان از حمایت قشر متوسط جامعه نیز برخوردار بود. با وجود این که میشل عفلق، رئیس بخش عوام حزب، با کودتا مخالف بود ولی به دلیل زیاد بودن شمار طرفداران کودتا این عملیات در ۷ مارس اجرا شد. در آن روز سازمان اطلاعات سوریه نقشه و محل اجرای کودتا آگاه شده بود حافظ اسد که در آن دوران از فرماندهان کمیته نظامی بود از این موضوع اطلاع یافته بود و بدین ترتیب عملیات را به روز بعد موکول کرد.
شب ۸ مارس ۱۹۶۳ تانک‌ها و واحدهای پایبند به کودتا به سمت دمشق شروع به پیشروی کردند. این واحدها از دو گردان تشکیل شده بودند گردان اول که توسط زیاد الحریری هدایت می‌شد و در مرز سوریه و اسرائیل مستقر بود و گردان دیگر که توسط بعثی‌ها در شهر سویدا سازماندهی شده بود. بدین ترتیب نیروهای کودتا در مسیر پیشروی خود به سمت دمشق تیپ زرهی شماره ۷۰ مستقر در الکسوه را که قصد متوقف کردن آن‌ها را داشت طی حرکتی گازانبری ساقط کردند. نیروهای کودتا به واسطه توافقی که با فرمانده نظامی قطنا، منطقه ای واقع در جنوب غربی دمشق، کرده بودند بدون درگیری وارد این منطقه شدند. با تصرف الکسوه و قطنا گردان الحریری وارد دمشق شد و کنترل مناطق استراتژیکی همچون مرکز پست شهر را در دست گرفت. سروان سالم حاطوم، از فرماندهان حزب، هم ایستگاه رادیو را تصرف کرد. مقر فرماندهی وزارت دفاع سوریه نیز بدون هیچ مقاومتی سقوط کرد و ژنرال ظهیرالدین که فرماندهی کل قوا را برعهده داشت دستگیر شد. القدسی و حورانی نیز به سادگی توسط نیروهای کودتا ردیابی و دستگیر شدند.

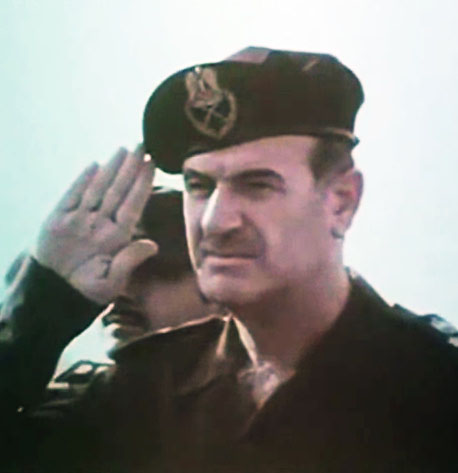
حافظ اسد در لباس نظامی

گروه کوچکی که توسط حافظ اسد فرماندهی می‌شد در پایگاه هوایی الضمیر واقع در ۴۰ کیلومتری شمال شرقی دمشق با نیروهای ارتش سوریه در گیر شدند که این درگیری اصلی‌ترین مقاومتی بود که از جانب نیروهای ارتش سوریه در مقابل کودتاگران به عمل آمد. فرماندهان این پایگاه به بعضی از خلبانان دستور داده بودند که شورشیان را بمباران کنند. بدین ترتیب اسد به همراه تعدادی از سربازان گردان الحریری به سمت این پایگاه حرکت کرد تا عملیات را قبل از طلوع آفتاب متوقف کند. به دلیل این که متوقف کردن تیپ زرهی شماره ۷۰ در الکسوه توسط نیروهای الحریری بیش از اندازه طول کشید نیروهای اسد اندکی از برنامه‌ریزی خود عقب بودند به این دلیل اسد وقتی به الضمیر رسید که خورشید طلوع کرده بود. بنابه گفته اسد وقتی او و نیروهایش به الضمیر رسیدند فرماندهان آن پایگاه حاضر به تسلیم شدن نبودند و او مجبور شد برای تصرف پایگاه با آن‌ها بجنگد که طی این درگیری همه سربازان و فرماندهان حاضر در پایگاه کشته شدند.
صبح ۸ مارس کودتاگران پیروزی خود را در مقر فرماندهی ارتش جشن گرفتند. کودتا عموماً تلفات زیادی در پی نداشت و عموم مردم نسبت به آن بی‌تفاوت بودند. صابر فلحوت، شاعری دروزی که بعد تر «شاعر انقلاب» لقب گرفت شعری در ستاش کودتاگران سرود. فرماندهی نیروهای مسلح بین پنج نفر از فرماندهان کودتا تقسیم شد و حکومت جدیدی به رهبری محمد عمران، صالح جدید و حافظ اسد بنا شد.